# فولفغانغ كليمنت
فولفغانغ كليمنت (بالألمانية: Wolfgang Clement) (مواليد 7 تموز 1940 في بوخوم) سياسي ألماني. كان كليمنت عضوا في الحزب الديمقراطي الاجتماعي الألماني (SPD). وكان الوزير السابع لولاية شمال الراين-وستفاليا من 27 أيار 1998 إلى 22 تشرين الأول 2002 والوزير الاتحادي للاقتصاد والعمل 2002-2005.
كان فولفغانغ كليمنت أيضًا عضوًا فخريًا في مؤسسة راؤول والينبرغ الدولية.

## روابط خارجية
- فولفغانغ كليمنت على موقع IMDb (الإنجليزية)
- فولفغانغ كليمنت على موقع مونزينجر (الألمانية)

| المناصب السياسية      | المناصب السياسية                          | المناصب السياسية          |
| --------------------- | ----------------------------------------- | ------------------------- |
| سبقه يوهانس راو (SPD) | وزير ولاية شمال الراين-وستفاليا 1998–2002 | تبعه بيير شتاينبروك (SPD) |